# David Novros
David Novros (* 1941 in Los Angeles) ist ein amerikanischer abstrakter Maler.

## Leben und Werk

Freskenmalerei von David Novros an einem öffentlichen Gebäude in Miami, 2007

David Novros studierte Anfang der 1960er Jahre an der University of Southern California, bevor 1965 nach New York zog. Nach seinem Abschluss 1963 reiste Novros neun Monate durch Europa, um Werke der Kunstgeschichte zu studieren. Novros hebt die Erfahrung mit diesen Werken als einflussreich für seine eigene künstlerische Arbeit hervor.
David Novros war anfangs in New York verbunden mit der Park Place Gallery, einer Künstlergalerie in Soho, in der er seine erste Ausstellung zusammen mit Mark di Suvero hatte. 1966 nahm Novros an der einflussreichen Gruppenausstellung zur abstrakten Malerei der 1950er und 1960er Jahre Systemic Painting im  Guggenheim Museum teil. Die Werke von Novros in den 1960er Jahren bestehen im Wesentlichen aus mehrteiligen Gemälden, die  shaped canvases ausgeprägt sind. Der installative Charakter und die Intention von Novros, seine Gemälde auf den jeweils spezifischen Raum hin zu konzipieren, ließen ihn schließlich seine künstlerische Arbeit zur Wandmalerei hin entwickeln, die er als Fresko ausführt. Das erste Fresko von David Novros entstand für Donald Judd 1970 in dessen Haus auf der Spring Street.

David Novros wird als abstrakter Maler in New York teilweise der minimal art zugeordnet. Novros selbst hat diese Zuordnung immer abgelehnt. Die Malweise seiner Gemälde insbesondere die Verwendung des Freskos heben ihn von einer Zuordnung zu minimal ab. Seine Gemälde sind eher vergleichbar mit denen von Brice Marden oder Paul Mogensen mit denen Novros auch befreundet ist.

Durch David Novros Interesse an der Wandmalerei nahm er Abstand zum Kunstmarkt und stellt nur selten in kommerziellen Galerien aus.

## Ausstellungen
- 1965: Park Place Gallery, New York
- 1966: Systemic Painting, Salomon Guggenheim Museum, New York
- 2014: Museum Wiesbaden, Wiesbaden und Museum Kurhaus Kleve, Kleve